# 原輝綺
原 輝綺（はら てるき、1998年7月30日 - ）は、埼玉県出身のプロサッカー選手。Jリーグ・名古屋グランパス所属。ポジションはミッドフィールダー、ディフェンダー。元日本代表。

## 来歴

### クラブ
AZ'86東京青梅から市立船橋高等学校に進学。2016年夏の全国高等学校総合体育大会サッカー競技大会では主力としてプレーして優勝に貢献した。2016年9月1日、アルビレックス新潟から内定を発表された。最後の大会となった第95回全国高校サッカー選手権では2回戦で前橋育英高等学校に敗戦、夏冬2冠を達成することができなかった。
2017年よりアルビレックス新潟に加入した。2月25日、サンフレッチェ広島との開幕戦でクラブ史上初となる高卒新人でスタメンデビューを果たした。4月16日、第7節のヴァンフォーレ甲府戦でプロ入り初得点を決めた。チームはJ2に降格したもののボランチ、左右のサイドバックとして18試合に出場した。
2019年よりサガン鳥栖に完全移籍で加入。
2020年12月29日、清水エスパルスに完全移籍で加入した。
2022年12月20日、スイスのグラスホッパー・クラブ・チューリッヒに期限付き移籍で加入した。
2023年6月30日、移籍期間満了に伴い、清水へ復帰した
2025年、名古屋グランパスに完全移籍で加入した。

### 代表
2016年、AFC U-19選手権に選出。10月14日、第1戦のU-19イエメン戦では途中出場から3点目を決めた。12月のアルゼンチン遠征にも召集された。
2019年5月24日、コパ・アメリカに臨む東京五輪世代中心で構成された日本代表に初選出された。6月18日、コパ・アメリカ初戦のチリ戦でスタメン出場し、代表デビューを果たした。
東京オリンピックの代表候補でもあったが怪我の影響でメンバーから外れている。

## 所属クラブ
- AZ'86東京青梅
- 市立船橋高等学校
- 2017年 - 2018年  アルビレックス新潟
- 2019年 - 2020年  サガン鳥栖
- 2021年 - 2024年  清水エスパルス
  - 2023年   グラスホッパー・クラブ・チューリッヒ（期限付き移籍）
- 2025年 -  名古屋グランパス

## 個人成績
| 国内大会個人成績 | 国内大会個人成績 | 国内大会個人成績 | 国内大会個人成績 | 国内大会個人成績 | 国内大会個人成績 | 国内大会個人成績 | 国内大会個人成績 | 国内大会個人成績 | 国内大会個人成績 | 国内大会個人成績 | 国内大会個人成績 |
| 年度             | クラブ           | 背番号           | リーグ           | リーグ戦         | リーグ戦         | リーグ杯         | リーグ杯         | オープン杯       | オープン杯       | 期間通算         | 期間通算         |
| 年度             | クラブ           | 背番号           | リーグ           | 出場             | 得点             | 出場             | 得点             | 出場             | 得点             | 出場             | 得点             |
| 日本             | 日本             | 日本             | 日本             | リーグ戦         | リーグ戦         | リーグ杯         | リーグ杯         | 天皇杯           | 天皇杯           | 期間通算         | 期間通算         |
| ---------------- | ---------------- | ---------------- | ---------------- | ---------------- | ---------------- | ---------------- | ---------------- | ---------------- | ---------------- | ---------------- | ---------------- |
| 2017             | 新潟             | 34               | J1               | 18               | 1                | 2                | 0                | 0                | 0                | 20               | 1                |
| 2018             | 新潟             | 34               | J2               | 25               | 0                | 2                | 0                | 1                | 0                | 28               | 0                |
| 2019             | 鳥栖             | 22               | J1               | 19               | 0                | 5                | 0                | 3                | 0                | 27               | 0                |
| 2020             | 鳥栖             | 2                | J1               | 28               | 0                | 0                | 0                | -                | -                | 28               | 0                |
| 2021             | 清水             | 4                | J1               | 29               | 2                | 0                | 0                | 2                | 1                | 33               | 3                |
| 2022             | 清水             | 4                | J1               | 25               | 0                | 3                | 1                | 1                | 0                | 29               | 1                |
| スイス           | スイス           | スイス           | スイス           | リーグ戦         | リーグ戦         | スイス杯         | スイス杯         | オープン杯       | オープン杯       | 期間通算         | 期間通算         |
| 2022-23          | グラスホッパー   | 34               | スーパーリーグ   | 12               | 0                | 1                | 0                | -                | -                | 13               | 0                |
| 日本             | 日本             | 日本             | 日本             | リーグ戦         | リーグ戦         | リーグ杯         | リーグ杯         | 天皇杯           | 天皇杯           | 期間通算         | 期間通算         |
| 2023             | 清水             | 70               | J2               | 16               | 1                | -                | -                | -                | -                | 16               | 1                |
| 2024             | 清水             | 70               | J2               | 24               | 3                | 1                | 0                | 1                | 0                | 26               | 3                |
| 2025             | 名古屋           | 70               | J1               |                  |                  |                  |                  |                  |                  |                  |                  |
| 通算             | 日本             | 日本             | J1               | 119              | 3                | 10               | 1                | 6                | 1                | 135              | 5                |
| 通算             | 日本             | 日本             | J2               | 65               | 4                | 3                | 0                | 2                | 0                | 70               | 4                |
| 通算             | スイス           | スイス           | スーパーリーグ   | 12               | 0                | 1                | 0                | -                | -                | 13               | 0                |
| 総通算           | 総通算           | 総通算           | 総通算           | 196              | 7                | 14               | 1                | 8                | 1                | 218              | 9                |

その他の公式戦
- 2023年
  - J1昇格プレーオフ 2試合0得点

- Jリーグ初出場：2017年2月25日 J1第1節 サンフレッチェ広島F.C戦（エディオンスタジアム広島）
- Jリーグ初得点：2017年4月16日 J1第7節 ヴァンフォーレ甲府戦（山梨中銀スタジアム）

## タイトル

### チーム
市立船橋高校
- 全国高等学校総合体育大会サッカー競技大会（2016年）

清水エスパルス
- J2リーグ（2024年）

### 代表
U-19日本代表
- AFC U-19選手権（2016年）

### 個人
- 第50回全国高等学校総合体育大会サッカー競技大会・優秀選手（2015年）
- 全国高等学校サッカー選手権大会・優秀選手（2016年）

## 代表歴

### 出場大会
- U-19日本代表
  - SBSカップ 国際ユースサッカー（2016年）
  - AFC U-19選手権（2016年）
- U-20日本代表
  - ドイツ遠征（2017年）
  - FIFA U-20ワールドカップ（2017年）
  - AFC U-23選手権2018 (予選)（2017年）
- U-21日本代表
  - AFC U-23選手権（2018年）
  - アジア競技大会（2018年）
- U-22日本代表
  - AFC U-23選手権2020 (予選)（2019年）
  - キリンチャレンジカップ（2019年）
- U-24日本代表
  - SAISON CARD CUP 2021（2021年）
- 日本代表
  - コパ・アメリカ2019（2019年）

### 試合数
- 国際Aマッチ 1試合 0得点（2019年）

| 日本代表 | 国際Aマッチ | 国際Aマッチ |
| 年       | 出場        | 得点        |
| -------- | ----------- | ----------- |
| 2019     | 1           | 0           |
| 通算     | 1           | 0           |

### 出場
| No. | 開催日        | 開催都市   | スタジアム                 | 対戦国 | 結果 | 監督   | 大会               |
| --- | ------------- | ---------- | -------------------------- | ------ | ---- | ------ | ------------------ |
| 1.  | 2019年6月17日 | サンパウロ | エスタジオ・ド・モルンビー | チリ   | ●0-4 | 森保一 | コパ・アメリカ2019 |